# Dicliptera leistneri
Dicliptera leistneri är en akantusväxtart som beskrevs av K. Balkwill. Dicliptera leistneri ingår i släktet Dicliptera och familjen akantusväxter. Inga underarter finns listade i Catalogue of Life.